# Josef Vytiska
Josef Vytiska (* 19. Februar 1905 in Wien; † 2. Februar 1986 ebenda) war ein österreichischer Architekt.

## Leben
Josef Vytiska wurde als Sohn des tschechischstämmigen Schlossermeisters Anton Vytiska und dessen Ehefrau Anna Hlavata in Wien geboren. Sein jüngerer Bruder Franz wurde später Baumeister. Josef Vytiska besuchte von 1920 bis 1925 die Kunstgewerbeschule Wien, wo er Schüler von Carl Witzmann und Oskar Strnad war, nur unterbrochen durch ein Praktikum im Jahre 1922. Anschließend studierte er an der Akademie der bildenden Künste Wien bei Peter Behrens. Neben dem Studium war er auch schon bei einem Baugeschäft angestellt, ab 1929 dann als selbständiger Architekt tätig.
1936 heiratete er seine erste Frau Hildegard Stodola. Im gleichen Jahr wurde er durch die Errichtung der Pfarrkirche St. Josef in der Wohnhausanlage Sandleitenhof in Wien-Ottakring bekannt. Es war dies ein Prestigeprojekt des damaligen Ständestaats, der Kirchenbauten in Arbeiterwohngegenden förderte. 1942 wurde Vytiska aus der Reichskammer der bildenden Künste ausgeschlossen, da er sich zur tschechischen Nation bekannte. Dadurch konnte er nicht mehr als selbständiger Architekt im nationalsozialistischen Staat tätig sein.
Nach dem Kriegsende nahm er seine frühere Tätigkeit wieder auf und wurde zu einem der meistbeschäftigten und erfolgreichsten Architekten der Wiederaufbaujahre in Wien. Nach dem Tod seiner Frau 1951 heiratete er 1954 Herta Krakora. Er blieb bis ins hohe Alter beruflich aktiv. Er wurde am Meidlinger Friedhof bestattet.

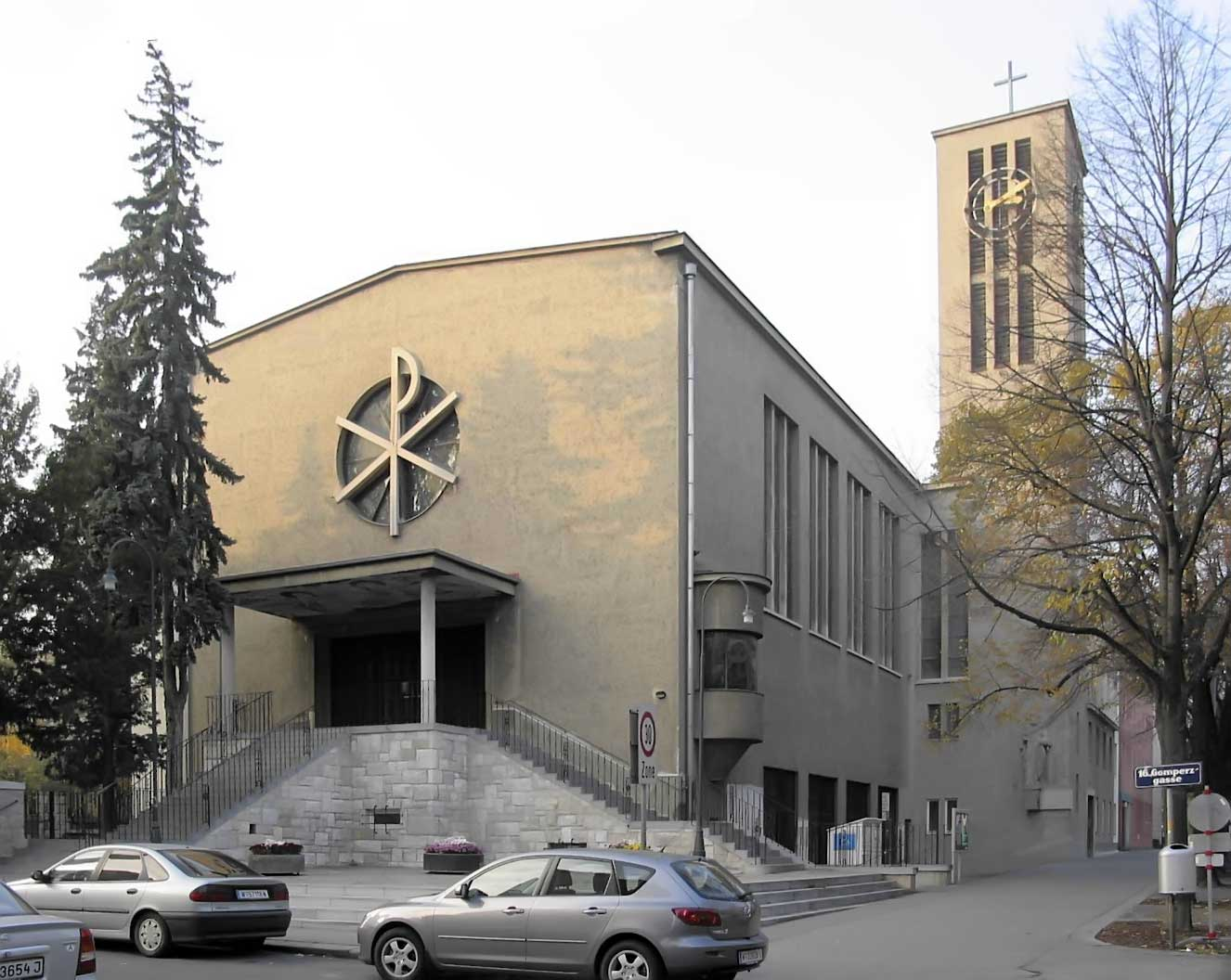
Kirche St. Josef, Sandleitenhof (1936)

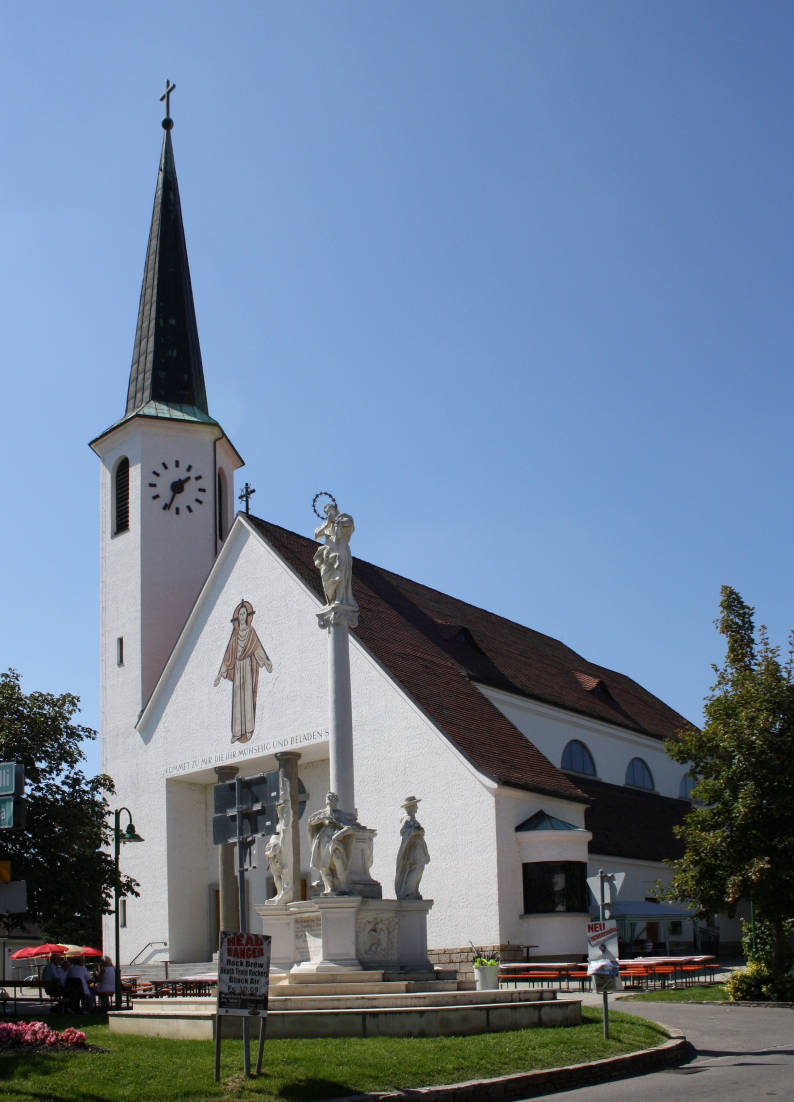
Pfarrkirche Hl. Jakobus in Guntramsdorf (1949–1952)

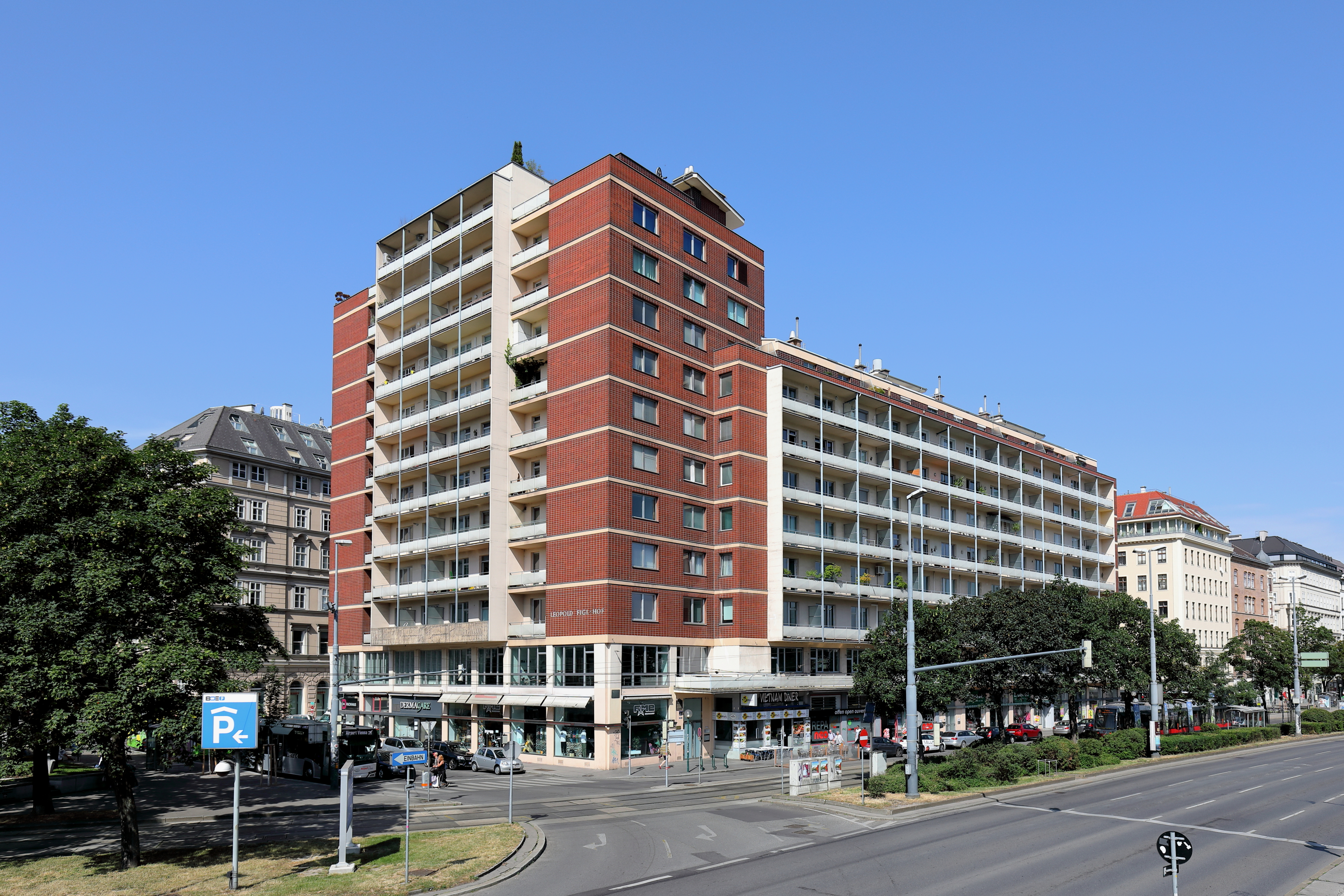
Leopold-Figl-Hof am Morzinplatz (1963–1967)

## Leistung
Josef Vytiska schuf als Architekt zahlreiche Geschäftslokale, Wohnhäuser und vor allem Kirchen der Nachkriegszeit. Seine Kirchenbauten sind durch schlichte Funktionalität und helle, weite Innenräume gekennzeichnet, für die er oftmals auch die Innenausstattung entwarf. Vytiska vertrat einen gemäßigten Modernismus.

## Bauten
- Turnhalle für den tschechischen Turnverein Sokol, Ettenreichgasse 25–27 (1933–1934)
- Pfarrkirche St. Josef, Sandleitengasse 53 (1936)
- Pfarrkirche Alland, Wiederaufbau nach Kriegsschäden in veränderter Form (bis 1954)
- Neugestaltung der Pfarrkirche Inzersdorf-Neustift (1948)
- Allerheiligenkirche, Vorgartenstraße 56 (1949–1959)
- Kirche Namen Jesu, Darnautgasse 1–3 (1950)
- Pfarrkirche Guntramsdorf (1949–1952)
- Pfarrkirche Eichenbrunn, Umbau und Erweiterung (1950)
- Dr.-Franz-Hemala-Hof, Darnautgasse 2 (1952)
- Pfarrkirche Alland (1954)
- Wohnhausanlage Julius-Raab-Hof, Tivoligasse 63–71 (1955–1956)
- Stadtpfarrkirche Ternitz (1957–59)
- Pfarrkirche Matzen (1958–1959)
- Luna-Lichtspiele, Taborstraße 69 (1958)
- Schwesternheim des Rudolfiner-Spitals (um 1960)
- Wohnhausanlage Leopold-Figl-Hof, Morzinplatz 4 (1963–1967)
- Wohnhaus mit Rektoratskirche (früher: Seelsorgestation) St. Johannes der Täufer („Hauskirche“, genannt „Kellerkirche“; im Altarbereich freistehender Baukörper), Margaretenstraße 141 (1965)
- Eigentumswohnanlage Kreuzensteinerhof, Floridsdorfer Hauptstraße 14 (1967)
- Hotel Bohemia, Turnergasse 9 (1969–1970)
- Wohnhausanlage mit der Pfarrkirche Auferstehung Christi, Siebenbrunnenfeldgasse 22–24 (1969–1971)
- Pfarrkirche Zum Abendmahl des Herrn, Pfarre Akkonplatz, Oeverseestraße 2c (1978)
- Wohnhaus mit Pfarrkirche Schönbrunn-Vorpark („Hauskirche“, teilweise freistehender Baukörper), Winckelmannstraße 34 (1970–1972)
- Dido-Lichtspiele, Südtiroler Platz 1
- Lux-Kino, Neulerchenfelder Straße